# Bag of Hits
Bag of Hits — сборник песен, выпущенный группой Fun Lovin’ Criminals в 2002 году. В него вошли композиции с четырёх предыдущих пластинок: Mimosa, Come Find Yourself, 100% Colombian и Loco.

## Отзывы
Обозреватель издания Laut.de Эберхард Добблер положительно воспринял данный альбом, и указал, что из-за особенного стиля группы почти каждую её песню можно считать «мешком хитом» (тем самым было обыграно название сборника). Вместе с тем второй диск с ремиксами он посчитал хорошим, но не абсолютно необходимым.

## Список композиций
| №   | Название                            | Длительность |
| --- | ----------------------------------- | ------------ |
| 1.  | «The Fun Lovin' Criminal»           | 3:12         |
| 2.  | «Up on the Hill»                    | 4:26         |
| 3.  | «Loco»                              | 3:54         |
| 4.  | «Korean Bodega»                     | 2:48         |
| 5.  | «King of New York»                  | 3:46         |
| 6.  | «Run Daddy Run»                     | 3:46         |
| 7.  | «The Grave and the Constant»        | 4:46         |
| 8.  | «Swashbucklin' in Brooklyn»         | 3:47         |
| 9.  | «Love Unlimited»                    | 3:25         |
| 10. | «Bump»                              | 3:43         |
| 11. | «Scooby Snacks»                     | 3:03         |
| 12. | «Smoke 'Em»                         | 4:45         |
| 13. | «Couldn't Get It Right»             | 3:46         |
| 14. | «Big Night Out»                     | 3:38         |
| 15. | «We Have All the Time in the World» | 3:39         |

## Бонус диск
| №   | Название                                              | Длительность |
| --- | ----------------------------------------------------- | ------------ |
| 1.  | «The Fun Lovin' Criminal (DJ Bombjack Remix)»         | 3:39         |
| 2.  | «King of New York (Cooley High Remix)»                | 3:31         |
| 3.  | «Run Daddy Run (MC Large Mix)»                        | 3:55         |
| 4.  | «Up on the Hill (Cobble Hill Remix)»                  | 3:47         |
| 5.  | «Loco (Latin Quarter Version)»                        | 4:02         |
| 6.  | «Bump (Mark Berkley's Bump Remix)»                    | 6:55         |
| 7.  | «The Grave and the Constant (Stephen Lironi 12" Mix)» | 5:40         |
| 8.  | «King of New York (Jack Danger's Mix Complex #1)»     | 5:40         |
| 9.  | «Up on the Hill" (Tar Beach Remix)»                   | 4:50         |
| 10. | «Love Unlimited»                                      | 2:57         |
| 11. | «Scooby Snacks»                                       | 3:50         |
| 12. | «Smoke 'Em»                                           | 2:58         |